# ドミンゴ・パローディ
ドミンゴ・パローディ（Domingo Parodi、José Domingo Parodi、1823年 - 1889年12月1日）は、イタリア生まれで、パラグアイなど南米で暮らした博物学者、薬剤師である。

## 略歴
ジェノヴァで生まれた。1833年に家族とともにウルグアイのモンテビデオに移住した。薬剤師の見習いとして働き始め、1843年に薬剤師の資格を得て、薬剤師として評判を得た。1853年から1855年はモンテビデオ医師会に属した。その頃、家族はイタリア移民が集まっていたパラグアイへ移り、1856年にパローディもアスンシオンに移り、薬局を開いた。アスンシオンの富裕層や上流階級と付き合い、軍のために地域の土壌や鉱物の調査も行った。薬理学や薬用植物についての論文も発表した。スウェーデンの植物学者、ムンク（Eberhard Munc）と付き合いムンクの標本の収集にも協力した。パラグアイと、アルゼンチン・ブラジル・ウルグアイの三国同盟軍との間で戦われた、三国同盟戦争の後、ブラジル軍に拘束された。1872年からアルゼンチンのブエノスアイレスに住み薬剤師として成功した。がんの治療のためパリに渡るが、パリで死亡した。
植物学の分野では75の植物の種を記載した。
サボテン科の属名、Parodia Speg.や、菌類の属名、Parodiella Henningsに献名されている。 

## 著作
- On the useful plants of Paraguay
- Notas sobre algunas plantas usuales del Paraguay, de Corrientes y de Misiones
- Algunas observaciones sobre la família de las amarantáceas (1877)
- Contribuciones a la flora del Paraguay (1878)
- Apuntes sobre la família de las nictagináceas (1880)